# Amy Brenneman
Amy Frederica Brenneman (født 22. juni 1964) er en Emmy- og Golden Globe-nomineret amerikansk skuespiller, nok mest kendt for sine roller i NYPD Blue og Amys ret.

## Biografi

### Opvækst
Brenneman er født den 22. juni 1964 i New London, Connecticut, som datter af Frederica S., en højerestående retsdommer, som arbejdede for Connecticuts Højesteret, og Russell L. Brenneman, en miljøbestemt advokat. Brenneman voksede op i Glastonbury, Connecticut, hvor hun deltog i teatergrupper, både i skolen og i en lokal teatergruppe. Hun dimitterede fra Harvard University i 1987, med hovedfaget komparativ religion. Mens hun gik på Harvard, genstartede hun Cornerstone Theater Company, som hun rejste rundt med i flere år efter dimissionen .

### Karriere
Brennemans første store rolle, var som Janice Licalsi, en politibetjent med forbindelser til en mafia, i politi-serien: NYPD Blue. Hendes rolle, der skulle have en romantisk affære med David Carusos karakter, var med i seriens 1. sæson og nogle afsnit af 2. sæson. Hun fik en Emmy-nominering i kategorien: Best Supporting Actress in a Drama Series i 1994 og det følgende år en nominering i kategorien: Outstanding Guest Star.
Efter hun forlod NYPD Blue, var hun i flere forskellige film, bl.a. Casper det venlige spøgelse (1995), Heat (1995), Fear (1996), Daylight (1996) og Nevada (1997). Hun havde en kort tilbagevendende rolle i Frasier i 1998-1999. 
I 1999 blev Brenneman skaber og ledende producer til tv-serien Amys ret, hvor hun også selv medvirker. Brenneman spiller den fraskilte enlige mor Amy Gray, der arbejder som familieretsdommer i Hartford, Connecticut. Showets koncept er baseret på real-life oplevelser fra Brennemans mor, Frederica Brenneman, som der selv er dommer i Connecticut. Amys ret der blev sendt på CBS, kørte med 6 sæsoner og 138 episoder, fra den 9. september 1999 til 3. maj 2005 med gode seertal. Frederica Brenneman var en af Harvard Law Schools første kvindelige dimittender og hun blev ungdomsdommer i Connecticut, da Amy var 3 år gammel. Amy har senere sagt: "Jeg spiller min mors job, ikke min mor".
I marts 2007, var Brenneman gæsteskuespiller i Grey's Anatomys spin-off, Private Practice.

### Politik
Brenneman skrev under på en "We Had Abortions"-begæring, som er med i oktober 2006-udgaven af Ms. Magazine. Begæringen indeholdt over 5.000 kvinders bekendelse på, at de fået foretaget en abort og at de "ikke følte skam over det valg, de har taget". Den 28. februar 2007 var hun med i all-star benefit fortællingen "The Gift of Peace" på UCLAs Freud Palyhouse, hvor hun spiller en selvstændig butiksdrivende, sammen med skuespillere som Ed Asner, Barbara Bain, George Coe, Wendie Malick og James Pickens, Jr.. Skuespillet var en åben appel og fundraiser passage for U.S. House Resolution 808, som forsøgte at etablere et Cabinet-level "Department of Peace" i den amerikanske regering, grundlagt på grund af anledningen af Pentagons 2 procent årlige budget.

### Privat
I 1995 giftede Brenneman sig, i sine forældres have, med instruktøren Brad Silbering. Parret er aktive medlemmer af Cornerstone Theater Company Inc. i Los Angeles.
Silbering og Brenneman har 2 børn, Charlotte Tucker (født d. 20. marts 2001) og Bodhi Russell (født d. 5. juni 2005).

## Awards
Awards nomineringer:
Emmy:
- 2002: Nomineret: "Outstanding Lead Actress in a Drama Series" for Amys ret
- 2001: Nomineret: "Outstanding Lead Actress in a Drama Series" for Amys ret
- 2000: Nomineret: "Outstanding Lead Actress in a Drama Series" for Amys ret
- 1995: Nomineret: "Outstanding Guest Actress in a Drama Series" for NYPD Blue
- 1994: Nomineret: "Outstanding Supporting Actress in a Drama Series" for NYPD Blue

Golden Globe:
- 2002: Nomineret: "Best Performance by an Actress in a Television Series – Drama" for Amys ret
- 2001: Nomineret: "Best Performance by an Actress in a Television Series – Drama" for Amys ret
- 2000: Nomineret: "Best Performance by an Actress in a Television Series – Drama" for Amys ret

Gotham Awards: 
- 2005: Nomineret: "Best Ensemble Cast" for: Nine Lives  – Delt med Kathy Baker, Elpidia Carrillo, Glenn Close, Stephen Dillane, Dakota Fanning, William Fichtner, Lisa Gay Hamilton, Holly Hunter, Jason Isaacs, Joe Mantegna, Ian McShane, Molly Parker, Mary Kay Place, Sydney Tamiia Poitier, Aidan Quinn, Miguel Sandoval, Amanda Seyfried, Sissy Spacek og Robin Wright Penn

Locarno International Film Festival: 
- 2005: Vundet: "Bronze Leopard" – "Best Actress" for Nine Lives  – Delt med Kathy Baker, Elpidia Carrillo, Glenn Close, Stephen Dillane, Dakota Fanning, William Fichtner, Lisa Gay Hamilton, Holly Hunter, Jason Isaacs, Joe Mantegna, Ian McShane, Molly Parker, Mary Kay Place, Sydney Tamiia Poitier, Aidan Quinn, Miguel Sandoval, Amanda Seyfried, Sissy Spacek og Robin Wright Penn

PGA Awards: 
- 2000: Nomineret: "Television Producer of the Year Award in Episodic" for Amys ret  – Delt med Barbara Hall, Connie Tavel og Joseph Stern

Satellite Awards:
- 2002: Nomineret: "Golden Satellite Award" – "Best Performance by an Actress in a Series, Drama" for: Amys ret

Screen Actors Guild: 
- 2003: "Outstanding Performance by a Female Actor in a Drama Series" for Amys ret
- 1995: "Outstanding Performance by an Ensemble in a Drama Series" for NYPD Blue

TV Guide Awards:
- 2000: Vundet: "Favorite Actress in a New Series" for: Amys ret
- 2001: Vundet: "Actress of the Year in a Drama Series" for: Amys ret

TV Land Awards:
- 2007: Nomineret: "TV Moment That Became Headline News" for: NYPD Blue – For at optræde nøgen i prøve-afsnittet

Viewers for Quality Television Awards:
- 2000: Nomineret: "Best Actress in a Quality Drama Series" for: Amys ret

Women in Film Lucy Awards:
- 2002: Vundet: "Lucy Award"  – Delt med Tyne Daly